# Liste der Monuments historiques in Chambry (Seine-et-Marne)
Die Liste der Monuments historiques in Chambry (Seine-et-Marne) führt die Monuments historiques in der französischen Gemeinde Chambry auf.

## Liste der Bauwerke
| Bezeichnung              | Beschreibung | Standort | Kennzeichnung | Schutzstatus | Datum | Bild           |
| ------------------------ | ------------ | -------- | ------------- | ------------ | ----- | -------------- |
| Kirche St-Pierre-St-Paul |              | (Lage)   | PA00086855    | Inscrit      | 1916  | weitere Bilder |

## Liste der Objekte

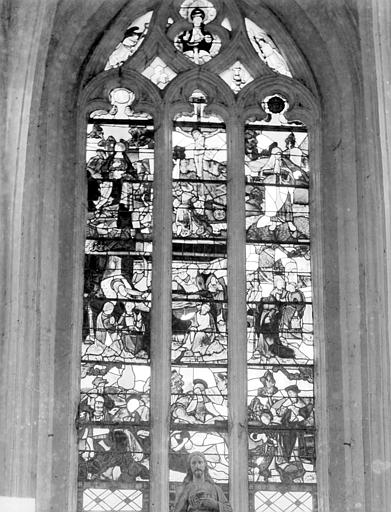
Bleiglasfenster aus dem 16. Jahrhundert in der Kirche St-Pierre-St-Paul

- Monuments historiques (Objekte) in Chambry (Seine-et-Marne) in der Base Palissy des französischen Kultusministeriums